# Pedro VIII do Congo
Pedro VIII (???? – 1955) foi o manicongo titular entre 1923 e 1955. Ele reinou simbolicamente em São Salvador. 

## Biografia
Nascido como Pedro Buafu, era oriundo da região de Palabala no Congo Belga (Atual República Democrática do Congo). Ele estudou em sua juventude com batistas americanos e britânicos e era um exímio caçador de elefantes. Foi apontado por um conselho de chefes como novo manicongo em 1923 após a morte de Álvaro XV e assumiu após aceitar se converter ao catolicismo e abandonar a poligamia com suas oito esposas. Se casou em 10 de janeiro de 1931 com Ana Tussamba e passou o resto da vida recebendo uma pensão do governo colonial português como rei em São Salvador de forma simbólica e cultural. Anualmente o rei promovia festivais religiosos em São Salvador com outros chefes e abençoava a cidade em uma missa. 
Após sua morte em 17 de abril de 1955 houve uma crise sucessória na qual os ramos tradicionalista, apoiado pela igreja e pela administração portuguesa apontava Dom António Afonso como novo soberano, enquanto o ramo progressista e nacionalista apoiava Dom Manuel Quidito, sobrinho do último rei Dom Manuel III.  Ao final de tudo o eleito foi António Afonso que reinou como António III.  